# Буркэ, Андрей
Андре́й Андони Буркэ (рум. Andrei Andonie Burcă; 15 апреля 1993, Бакэу) — румынский футболист, защитник клуба «Аль-Охдуд» и сборной Румынии. Участник чемпионата Европы 2024.

## Клубная карьера
Андрей Буркэ является воспитанником футбола своего родного города Бакэу. С 2001 года он занимался футболом в футбольной школе местного клуба «Бакэу». Где позже играл в молодежной команде. На взрослом уровне Буркэ продолжил играть в клубах города Бакэу низших лиг. Когда в 2013 году Гласс Бакэу был вынужден ликвидироваться из-за финансовых проблем, Буркэ хотел завершать футбольную карьеру и поступить в колледж. Но получил приглашение от клуба румынской Лиги 1 «Ботошани» и остался в футболе.
В клубе футболист провел три сезона и летом 2019 года перешел в состав «ЧФР Клуж», с которым уже в первом сезоне выиграл свой первый трофей в футболе — титул чемпиона страны. Также в составе ЧФР Буркэ дебютировал в матчах еврокубков.

## Карьера в сборной
В сентябре 2020 года в матче Лиги наций против команды Австрии Андрей Буркэ дебютировал в составе сборной Румынии.